# Lasioglossum speculellum
Lasioglossum speculellum är en biart som först beskrevs av Cockerell 1918.  Lasioglossum speculellum ingår i släktet smalbin, och familjen vägbin. Inga underarter finns listade i Catalogue of Life.